# Istituto Italiano Statale Omnicomprensivo di Asmara
L'Istituto italiano statale omnicomprensivo di Asmara è stato un istituto d'istruzione italiano presente ad Asmara, la capitale dell'Eritrea, che offre scuola dell'infanzia, scuola primaria, scuola secondaria di primo grado e scuola secondaria di secondo grado (liceo scientifico, liceo linguistico, istituto tecnico economico, istituto tecnico tecnologico e istituto professionale).
Era la più grande scuola italiana all'estero. Le scuole italiane all'estero sono curate dal Ministero degli Affari esteri e della Cooperazione internazionale. 
L'Istituto faceva parte del membro della Rete internazionale delle scuole associate all'UNESCO.
L'istituto è stato chiuso nel 2020.

## Storia
Fondata nel 1935, la Scuola italiana di Asmara costituiva una delle più prestigiose e rinomate istituzioni educative in Eritrea.
L'Istituto, nel rispetto dei programmi ministeriali, svolgeva una speciale attività didattica principalmente in italiano, con inglese obbligatorio e con corsi opzionali di arabo, francese e spagnolo.
L'istituto collaborava con l'Ambasciata d'Italia ad Asmara per fornire agli studenti l'opportunità di proseguire gli studi in Italia e nell'Unione europea.